# M.G. Eelkema

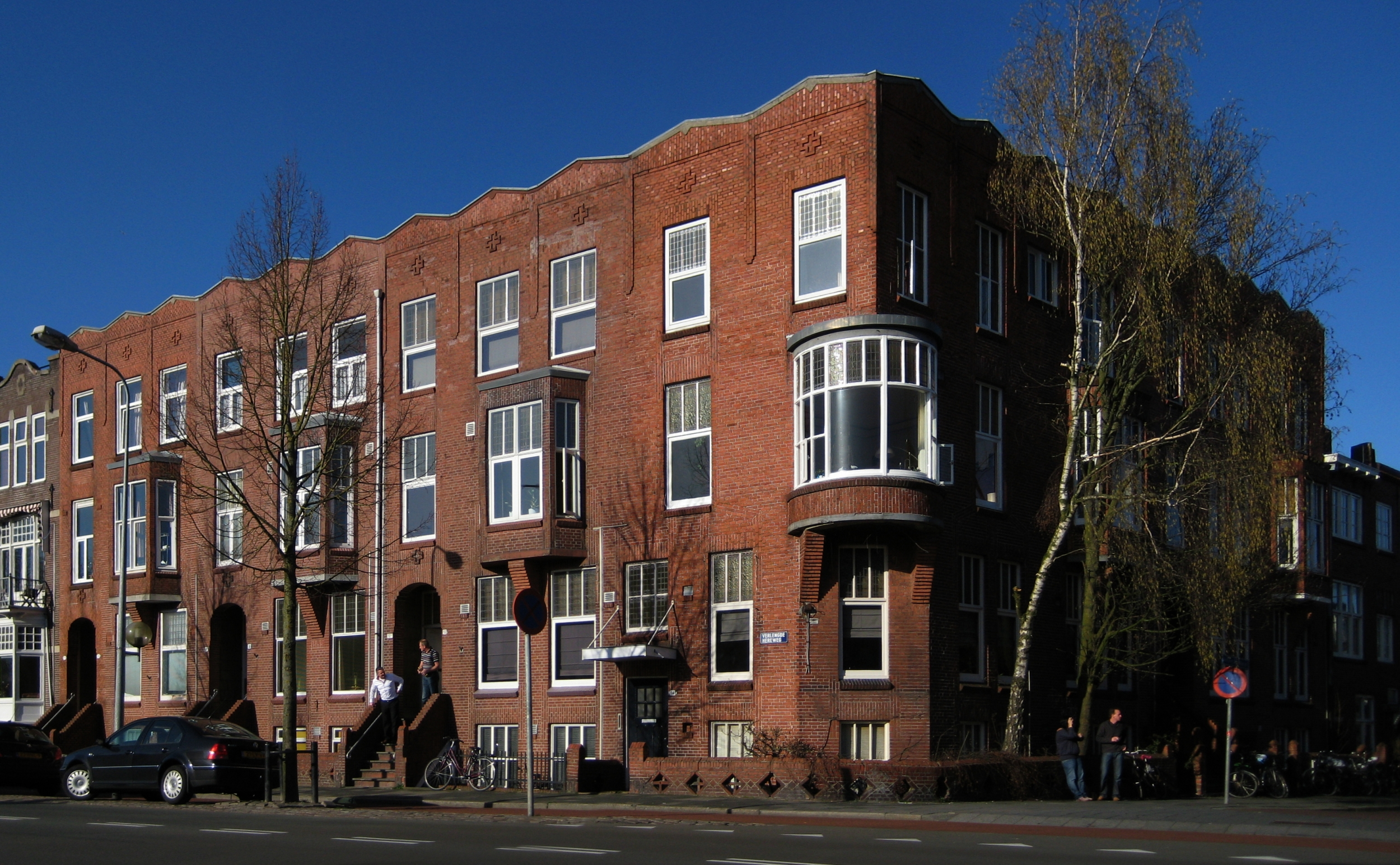
Door Eelkema ontworpen woningblok (1916) op de hoek van Verlengde Hereweg en de Helper Oostsingel in de Groninger wijk Helpman, waarin hij zelf ook woonde. (2010)

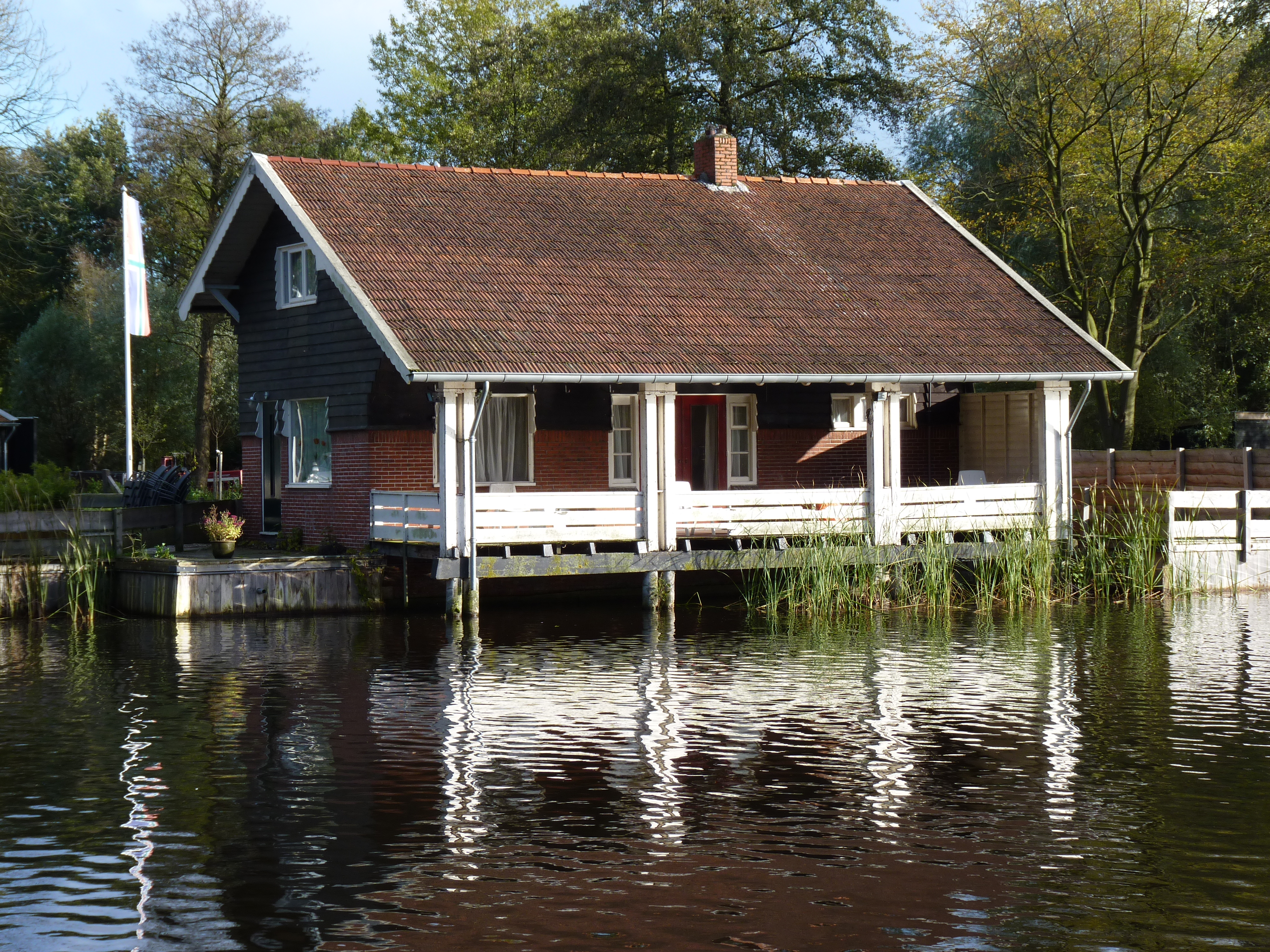
Dienstwoning Sassenhein (1922), Haren (2010)

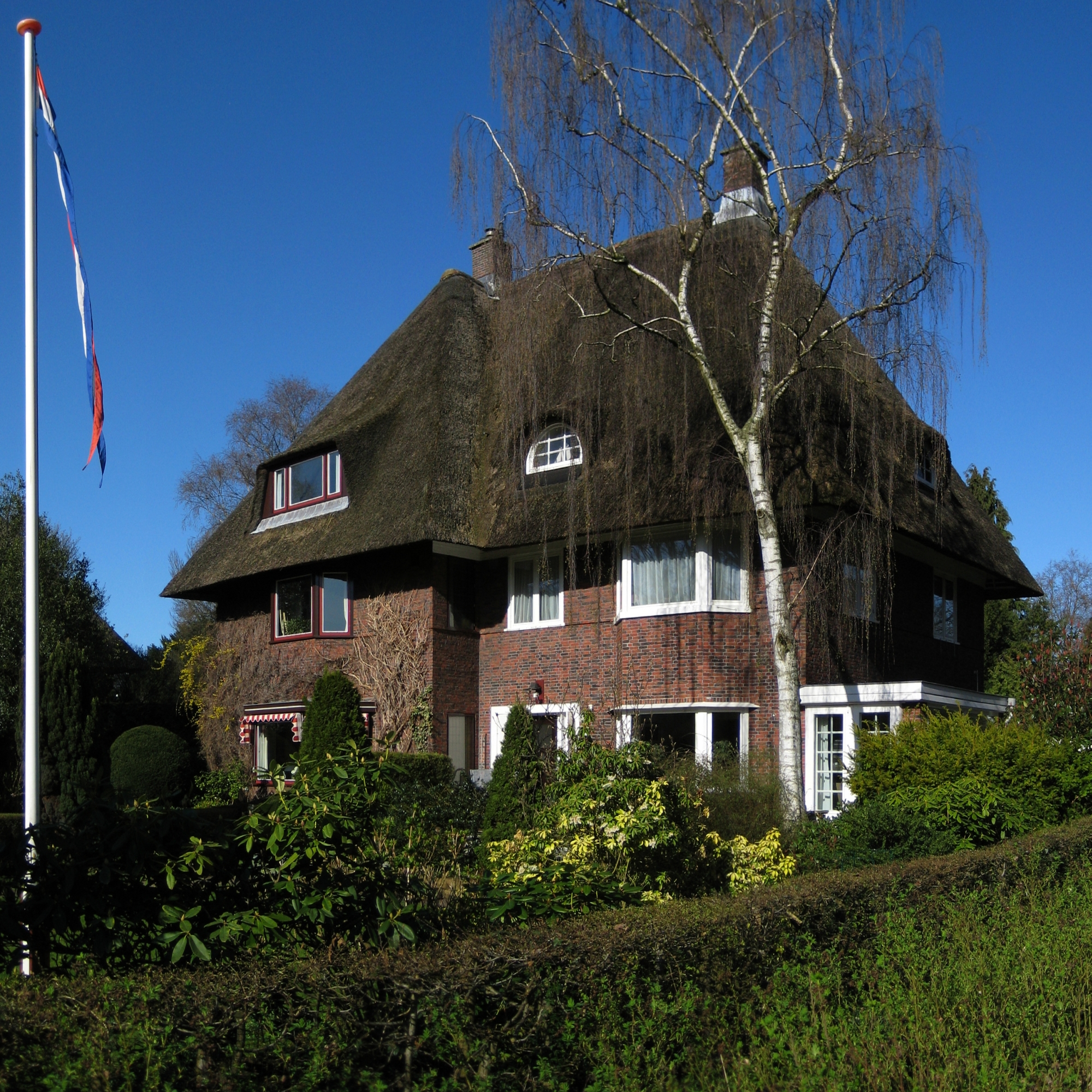
Dubbele rietgedekte villa (1926) aan de Verlengde Hereweg (2010)

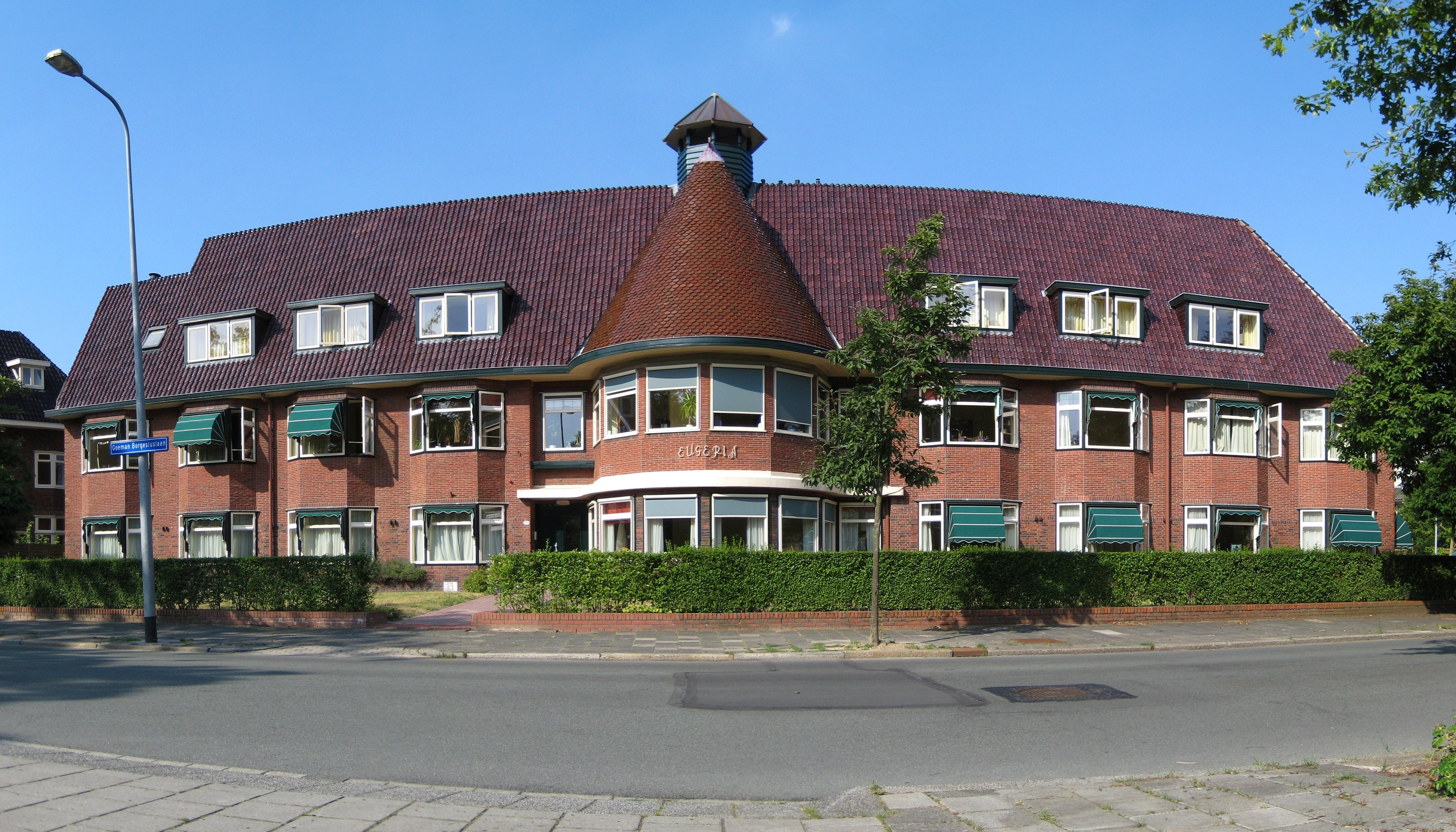
Verzorgingstehuis Eugeria (1930) aan de Goeman Borgesiuslaan (2010)

Meindert Gerben Eelkema (Elp, Westerbork, 1 juni 1883 - Groningen, 18 mei 1930), in vakliteratuur doorgaans M.G. Eelkema genoemd, was een Nederlandse architect, die vooral actief was in de stad Groningen. Verschillende door hem ontworpen bouwwerken zijn aangewezen als rijks- of gemeentelijk monument.

## Leven en werk

#### Jonge jaren
Eelkema, zoon van een onderwijzer, ging toen hij bijna zeventien was als timmerman in de stad Groningen werken, waar hij via het volgen van privé-lessen en een opleiding aan de Burgeravond Teekenschool opzichter werd. In 1903 kwam hij in dienst bij de architect A.J. Sanders. Nadat deze in 1909 onverwacht was gestorven, vestigde Eelkema zich als zelfstandig architect. Zijn eerste opdracht kreeg hij van de fabrikant W.J. Roelfsema Pzn., voor wie hij aan de Hoendiepskade een stoomoliefabriek met kantoren, pakhuizen en een directeurswoning ontwierp, die in 1911 werden voltooid. In datzelfde jaar kwam ook de door Eelkema ontworpen bibliotheek van Appingedam gereed. Vanaf het midden van de jaren tien ontwierp Eelkema vooral gebouwen in de zuidelijke wijk Helpman. Hij vestigde zich in een blok woningen aan het begin van de Verlengde Hereweg, dat naar zijn eigen ontwerp in 1916 was gebouwd. Eelkema zou een van de beeldbepalende architecten van de wijk worden.

#### Helpman
Nadat het tot dan toe bij de gemeente Haren behorende dorp Helpman in 1915 door de stad Groningen was geannexeerd, maakte gemeente-architect J.A. Mulock Houwer een uitbreidingsplan voor de wijk, dat er grotendeels op neer kwam dat die zich tot een groot tuindorp zou moeten ontwikkelen. Na enkele aanpassingen, mede op advies van H.P. Berlage, werd het in 1921 aangenomen. Eelkema was vanaf het begin bij de uitvoering van het plan betrokken. In opdracht van de in 1916 opgerichte bouwvereniging Tuinstad ontwierp hij een complex van 83 woningen en een winkel aan de De Savornin Lohmanlaan, het De Savornin Lohmanplein en de Dr. D. Bosstraat, dat in 1923 werd voltooid. Datzelfde jaar was Eelkema een van de medeoprichters van de N.V. Bouwmaatschappij Helpman, in opdracht waarvan hij een woningblok aan de Verlengde Hereweg ontwierp. Hij tekende verder onder meer villa's aan dezelfde weg en een groot aantal voor die tijd dure woonhuizen aan de Moddermanlaan (1926). Zo'n 120 daarvan werden verwarmd met water uit het eveneens door Eelkema ontworpen Helperbad (1925), het eerste overdekte zwembad van de stad Groningen, dat tevens warmtecentrale en badhuis was. Een ander ontwerp van Eelkema's hand was het verzorgingstehuis Eugeria (1930) aan de Goeman Borgesiuslaan, nu een gemeentelijk monument. De oplevering daarvan zou hij niet meer meemaken: nadat hij geruime tijd ernstig ziek was geweest, overleed hij op 18 mei 1930 op 46-jarige leeftijd te Groningen.

#### Eerbetoon
In 2017 maakte de stad Groningen bekend een straat naar M.G. Eelkema te noemen. De straat ligt in de wijk Europapark.

## Werken (selectie)
- 1911: Oliefabriek met directeurswoning aan de Hoendiepskade, Groningen[6]
- 1911: Openbare bibliotheek, Appingedam[7]
- 1916: Woningcomplex aan de Verlengde Hereweg, Groningen[1]
- 1917: Directeurswoning aan de Verlengde Hereweg, Groningen[8]
- 1920: Villa aan de Verlengde Hereweg, Groningen[9]
- 1920: Villa Huize Welkom aan de Rijksstraatweg, Haren[9]
- 1922: Dienstwoning Sassenhein, Haren[2]
- 1922: Villa Klein Hilghestede aan de Verlengde Hereweg, Groningen[9]
- 1923: Villa Vesta aan de Verlengde Hereweg, Groningen[9]
- 1924-'25: Winkelwoningcomplex aan de Moddermanlaan, Groningen[10]
- 1925: Helperbad, Groningen[5]
- 1925: Dubbele villa aan de Verlengde Hereweg, Groningen[11]
- 1925: Villa Midsummer aan de Verlengde Hereweg, Groningen[9]
- 1926: Villa De Lijsters aan de Verlengde Hereweg, Groningen[9]
- 1926: Dubbele villa aan de Verlengde Hereweg, Groningen[3]
- 1930: Verzorgingstehuis Eugeria aan de Goeman Borgesiuslaan, Groningen[4]